# Sarton (cráter)

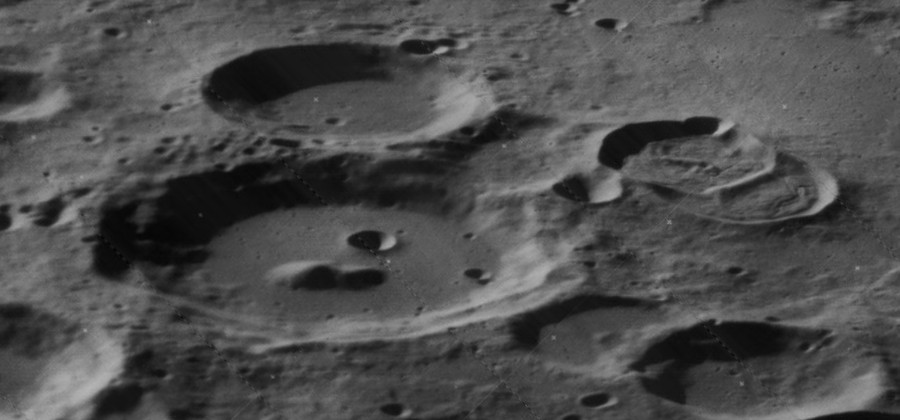
Imagen oblicua de la misión Lunar Orbiter 5, con Sarton abajo a la izquierda y Weber arriba a la izquierda, y Sarton Y y Z a la derecha, mirando al oeste.

Sarton es un cráter de impacto que yace más allá del terminador noroeste de la Luna, en la cara oculta desde la Tierra. Se encuentra al suroeste del cráter Coulomb, al norte de la llanura amurallada de Landau. Muy próximo por el noroeste se halla el más pequeño cráter Weber.
|  |

Aunque más o menos circular, su forma es un tanto extraña, y aparece ligeramente alargada hacia el sur. Los bordes exteriores occidental y oriental están ligeramente deformados, dando el cráter una apariencia ligeramente hexagonal. La pared interior es más amplia en los sectores sur y sudeste que en el norte. El cráter está desgastado, y su perfil ha perdido parte de su definición. El suelo interior aparece casi nivelado, con la excepción de una doble elevación central. Hacia el noroeste de esta cresta se localiza un pequeño cráter con forma de copa.
Sarton se encuentra dentro de la Cuenca Coulomb-Sarton, una depresión de 530 km de anchura generada por un impacto del Período Pre-Nectárico. Los cráteres Sarton Y y Sarton Z están más próximos al centro de la cuenca.

## Cráteres satélite
Por convención estos elementos se identifican en los mapas lunares colocando la letra en el lado del punto central del cráter más cercano a Sarton.
|        | \| Sarton \| Coordenadas \| Diámetro \| \| ------ \| ------------------------------- \| -------- \| \| L \| 47°00′N 120°00′O / 47.0, -120.0 \| 48 km \| \| Y \| 51°30′N 121°18′O / 51.5, -121.3 \| 26 km \| \| Z \| 51°36′N 120°36′O / 51.6, -120.6 \| 29 km \| |          |
| Sarton | Coordenadas | Diámetro |
| L      | 47°00′N 120°00′O / 47.0, -120.0 | 48 km    |
| Y      | 51°30′N 121°18′O / 51.5, -121.3 | 26 km    |
| Z      | 51°36′N 120°36′O / 51.6, -120.6 | 29 km    |